# The Godfather of Rap
The Godfather of Rap è un album pubblicato nel 1987 dal rapper Spoonie Gee, sotto l'etichetta discografica Tuff City. Esso contiene 11 tracce.

## Tracce
1. The Godfather (Remix)
2. Take It Off (Remix)
3. Spoonie Gee
4. She's My Girl
5. Yum Yum
6. I'm All Shock Up
7. Hit Man
8. My Girl (Hey-Hey-Hey)
9. Did You Come To Party
10. Mighty Mike Tyson
11. The Godfather (European Dance Edit)